# Monica Dionne
Mónica Xóchitl Dionne Lazo (Waterbury, Connecticut; 7 de febrero de 1967) es una actriz mexicano-estadounidense de teatro, cine y televisión conocida por su papel en la película Sexo, pudor y lágrimas (1999).
Estudió Formación Actoral en el Núcleo de Estudios Teatrales y un Taller de Perfeccionamiento Actoral. En televisión, ha actuado en el Güiri-Güiri, Los Huéspedes Reales, Buscando el paraíso, Madre Luna, Prisionera de amor, Mujer, casos de la vida real, Nada personal, Lo que callamos las mujeres y Lo que es el amor.
En 2006 incursionó como conductora del noticiero matutino de Televisión Azteca De 7 a 9 junto a Javier Solórzano, pero permaneció al aire únicamente 4 semanas debido a bajos ratings.

## Trayectoria

### Telenovelas
- Las hijas de la señora García (2024-2025) ... Graciela Portilla
- Si nos dejan (2021) .... Rebecca
- Nada personal (2017) .... Nora Castillo
- Secretos del alma (2008) .... Soledad Kuri
- Madre Luna (2007) .... Flavia Portillo de Cisneros
- Amor en custodia (2005-2006) .... Rosario Bazterrica Manzilla
- La otra mitad del sol (2005) .... Inés
- Mirada de mujer, el regreso (2003-2004) .... Paloma
- Lo que es el amor (2001-2002) .... Isela Guzmán
- Tío Alberto (2000-2001) .... Flor Soler Sotomator
- La casa del naranjo (1998) .... Ornela Cadena
- Nada personal (1996-1997) .... Alicia
- Prisionera de amor (1994) .... Teté

### Series
- MasterChef Celebrity (2025) ... Invitada
- El extraño retorno de Diana Salazar (serie de televisión) (2024-presente)... Delfina
- Papás por encargo (2023)  … Doctora bueno
- MasterChef Celebrity (2023) .... Concursante[3]
- De brutas, nada (2023)[4]
- Esta historia me suena (2022)[5]
- La mujer del diablo (2022-2023) .... Cayetana Peña de Vallejo[6]
- Señora Acero 5  (2018) .... Rebeca Londoño[7]
- Sin miedo a la verdad (2018) - Carla
- La querida del Centauro (2016-2017)
- Un día cualquiera (2016)
- Hasta que te conocí (2016) .... María de Jesús Meana
- 7 vidas (2009) .... Carlota Pérez

### Cine
- El sabor de la Navidad (2023) .... Carmela[8]
- Sexo, pudor y lágrimas 2 (2022) .... María
- No manches Frida (2016) .... Directora Gaby
- Canon, fidelidad al límite (2014)
- Me late chocolate (2013)
- Cuatro lunas (2013) .... Aurora
- Canela (2012) .... Jocelyn
- No eres tú, soy yo (2010) .... Dra. Del Villar
- Hasta el viento tiene miedo (2007) .... Dra. Lucía
- Santitos .... la Morena
- Fantasías (2003) .... Brenda
- Sexo, pudor y lágrimas (1999) .... María
- The Arrival (1996) .... Reportera

### Conductora
- De 7 a 9 (2006) .... Conductora titular